# Paolo Savelli

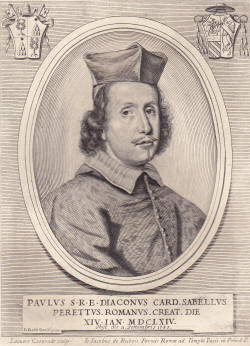
Paulus Cardinalis Sabellus (Stich 17. Jh.)

Paolo Francesco Savelli (* 18. November 1622 in Ariccia; † 11. September 1685 in Rom) war ein italienischer Kardinal der Römischen Kirche.

## Leben
Er war der Sohn von Bernardino Savelli und dessen Ehefrau Maria Peretti, einer Verwandten von Papst Sixtus V. Weitere Mitglieder der Savelli-Familie waren Papst Honorius IV. sowie die Kardinäle Bertrando Savelli, Giovanni Battista Savelli, Giacomo Savelli und Silvio Savelli. Paolo Savelli war ein Großneffe des Kardinals Giulio Savelli und Neffe von Kardinal Fabrizio Savelli sowie mütterlicherseits ein Neffe des Kardinals Francesco Peretti di Montalto.
Bereits in seiner Jugend zeigte er eine Neigung für den geistlichen Stand. Er wurde Kommendatarabt der Abtei Chiaravalle in Mailand und Kleriker der Apostolischen Kammer.
Papst Alexander VII. nahm ihn im Konsistorium vom 14. Januar 1664 als Kardinaldiakon in das Kardinalskollegium auf. Den roten Hut und Santa Maria della Scala als Titeldiakonie erhielt Paolo Savelli am 11. Februar 1664. Von 1664 bis 1667 war er Legat in der Romandiola. Er nahm am Konklave 1667 teil, bei dem Papst Klemens IX. gewählt wurde. Am 14. Januar 1669 wechselte er zur Titeldiakonie San Giorgio in Velabro. Am Konklave 1669–1670, aus dem Klemens X. als Pontifex maximus hervorging, nahm Paolo Savelli ebenfalls teil. Am 14. Mai 1670 wechselte er zur Titeldiakonie San Nicola in Carcere. Er war Teilnehmer des Konklave 1676, das Innozenz XI. zum Papst wählte. Am 23. Mai 1678 wechselte er zurück zur Titeldiakonie San Giorgio in Velabro. Von 1678 bis zu seinem Tod war er Kommendatar-Archimandrit des Klosters Santissimo Salvatore in Messina. Zur Titeldiakonie Santa Maria in Cosmedin wechselte er am 15. November 1683.
Paolo Savelli starb am 11. September 1685 gegen ein Uhr morgens in Rom. Beigesetzt wurde er in einem Grabmal seiner Familie in der römischen Kirche Santa Maria in Aracoeli.